# Салва Кийр Маярдит
Салва Кийр Маярдит (Salva Kiir Mayardit) е южносудански (президент на Южен Судан) и судански (вицепрезидент на Судан) политик.
Кийр е от племето динка. В края на 1960-те години, по време на Първата гражданска война в Судан, се включва в сепаратистката бунтовническа южносуданска армия Аняня. В края на войната е младши офицер.
През 1983 г., след като Джон Гаранг, бъдещ 1-ви президент на Южен Судан (като изпълняващ длъжността), оглавява армейски метеж като начало на Втората гражданска война в Судан, Кийр и други южни водачи се включват в Суданското народно-освободително движение на (СНОД). Гаранг става командир на Суданската народно-освободителна армия (СНОА) – въоръженото крило на СНОД, а Кийр – негов заместник. По-късно Гаранг поема общото ръководство на СНОД, а Кийр става командир на СНОА.
След Споразумението за общ мир от януари 2005 г. и смъртта на Гаранг при катастрофа с вертолет на 30 юли 2005 г. Кийр го наследва като вицепрезидент на Судан и като изпълняващ длъжността президент на Южен Судан. След президентски избори официално става президент на Южен Судан на 11 август 2005 г.
През 2010 г. е преизбран за президент с 93 % от гласовете. В съответствие с временната конституция суданският президент Омар ал-Башир го назначава отново за вицепрезидент на Судан.